# Гренада на летних Олимпийских играх 2012
Гренада на летних Олимпийских играх 2012 была представлена в трех видах спорта. Легкоатлет Кирани Джеймс завоевал первую в истории Гренады олимпийскую медаль, выиграв забег на 400 метров.

## Медалисты
| Медаль | Спортсмен     | Вид спорта      | Дисциплина | Дата      |
| ------ | ------------- | --------------- | ---------- | --------- |
| Золото | Кирани Джеймс | Лёгкая атлетика | 400 м      | 6 Августа |

## Результаты соревнований

### Лёгкая атлетика
Мужчины
| Дисциплина  | Спортсмен          | Предварительный раунд | Предварительный раунд | Четвертьфиналы | Четвертьфиналы | Полуфиналы | Полуфиналы | Финал     | Финал     |
| Дисциплина  | Спортсмен          | Результат             | Место                 | Результат      | Место          | Результат  | Место      | Результат | Место     |
| ----------- | ------------------ | --------------------- | --------------------- | -------------- | -------------- | ---------- | ---------- | --------- | --------- |
| 200 м       | Жоэль Редхат       | 21.22                 | 8                     |                |                | Не прошел  | Не прошел  | Не прошел | Не прошел |
| 400 м       | Рэндалл Бартоломью | DNS                   | —                     |                |                | Не прошел  | Не прошел  | Не прошел | Не прошел |
| 400 м       | Кирани Джеймс      | 45.23                 | 1                     |                |                | 44.59      | 1          | 43.94     | Золото    |
| 100 м       | Пол Вильямс        | —                     | —                     | 10.65          | 7              | Не прошел  | Не прошел  | Не прошел | Не прошел |
| десятиборье | Курт Феликс        |                       |                       |                |                |            |            | DNF       | —         |

Женщины
| Дисциплина | Спортсмен          | Предварительный раунд | Предварительный раунд | Четвертьфиналы | Четвертьфиналы | Полуфиналы | Полуфиналы | Финал     | Финал     |
| Дисциплина | Спортсмен          | Результат             | Место                 | Результат      | Место          | Результат  | Место      | Результат | Место     |
| ---------- | ------------------ | --------------------- | --------------------- | -------------- | -------------- | ---------- | ---------- | --------- | --------- |
| 200 м      | Жанель Редхат      | 23.08                 | 3                     |                |                | 23.51      | 8          | Не прошла | Не прошла |
| 400 м      | Каника Бейклс      | DNS                   | —                     |                |                | Не прошла  | Не прошла  | Не прошла | Не прошла |
| 800 м      | Ниша Бернард-Томас | 2:03.23               | 6                     |                |                | 2:00.68    | 8          | Не прошла | Не прошла |

### Тхэквондо
Женщины
| Соревнование | Спортсменка         | Турнир       | 1/8 финала         | Четвертьфинал      | Полуфинал                | Финал              |
| Соревнование | Спортсменка         | Турнир       | Соперник Результат | Соперник Результат | Соперник Результат       | Соперник Результат |
| ------------ | ------------------- | ------------ | ------------------ | ------------------ | ------------------------ | ------------------ |
| до 67 кг     | Андреа Сент-Бернард | За 1-е место | Нур Татар Пор. 1-5 | Не прошла          | Не прошла                | Не прошла          |
| до 67 кг     | Андреа Сент-Бернард | За 3-е место |                    |                    | Пэги МакПерсон Пор. 2-15 | Не прошла          |

### Плавание
Мужчины
| Спортсмен    | Дисциплина           | Первый раунд | Первый раунд | Полуфинал | Полуфинал | Финал     | Финал     |
| Спортсмен    | Дисциплина           | Время        | Место        | Время     | Место     | Время     | Место     |
| ------------ | -------------------- | ------------ | ------------ | --------- | --------- | --------- | --------- |
| Эсаи Симпсон | 100 м вольным стилем | 53.26        | 43           | Не прошел | Не прошел | Не прошел | Не прошел |